# Constant Van Paesschen
Constant Van Paesschen (13 januari 1994) is een Belgisch springruiter. 

## Levensloop
Van Paesschen behaalde in 2014 brons op de Global Champions Tour-manche te Antwerpen en won met het Belgisch team (voorts samengesteld uit Niels Bruynseels, Ludo en Nicola Philippaerts) de Nations Cup-manche te Rome.
Zowel zijn vader (Stanny) als moeder (Béatrice Botte) waren eveneens actief in de paardensport.